# UCI America Tour
L'UCI America Tour è un insieme di corse di ciclismo su strada che si svolgono in America. È uno dei cinque circuiti continentali di ciclismo e si svolge generalmente da gennaio a ottobre. Dalle classifiche dei singoli eventi derivano tre classifiche generali, una individuale, una per squadre e una per nazioni (riservata alle sole Federazioni americane).

## Albo d'oro
Aggiornato all'edizione 2023.
| Anno | Classifica individuale | Classifica a squadre             | Classifica per nazioni | Classifica per nazioni U-23 |
| ---- | ---------------------- | -------------------------------- | ---------------------- | --------------------------- |
| 2005 | Edgardo Simon          | Health Net p/b Maxxis            | Brasile                | non assegnato               |
| 2006 | José Serpa             | Selle Italia-Diquigiovanni       | Colombia               | non assegnato               |
| 2007 | Svein Tuft             | Symmetrics Cycling Team          | Colombia               | Brasile                     |
| 2008 | Manuel Medina          | Garmin-Chipotle                  | Stati Uniti            | Stati Uniti                 |
| 2009 | Gregorio Ladino        | Diquigiovanni-Androni Giocattoli | Colombia               | Colombia                    |
| 2010 | Gregorio Ladino        | Funvic-Pindamonhangaba           | Colombia               | Venezuela                   |
| 2011 | Miguel Ubeto           | EPM-UNE                          | Colombia               | Venezuela                   |
| 2012 | Rory Sutherland        | Real Cycling Team                | Colombia               | Colombia                    |
| 2013 | Janier Acevedo         | UnitedHealthcare                 | Colombia               | Colombia                    |
| 2014 | Juan Carlos Rojas      | Team SmartStop                   | Stati Uniti            | Colombia                    |
| 2015 | Toms Skujiņš           | Optum p/b Kelly Benefit Str.     | Colombia               | Colombia                    |
| 2016 | Greg Van Avermaet      | Holowesko-Citadel                | Colombia               | Colombia                    |
| 2017 | Serghei Tvetcov        | Rally Cycling                    | Colombia               | Colombia                    |
| 2018 | Gavin Mannion          | UnitedHealthcare                 | Colombia               | Colombia                    |
| 2019 | Egan Bernal            | Medellín                         | Colombia               | Colombia                    |
| 2020 | Richard Carapaz        | Medellín                         | Colombia               | Stati Uniti                 |
| 2021 | Egan Bernal            | Rally Cycling                    | Colombia               | Stati Uniti                 |
| 2022 | Sergio Higuita         | Human Powered Health             | Colombia               | Stati Uniti                 |
| 2023 | Sepp Kuss              | Human Powered Health             | Stati Uniti            | Stati Uniti                 |